# Nadežda Tolokonnikova
Nadežda Andreevna Tolokonnikova (in russo Наде́жда Андре́евна Толоко́нникова?), anche nota come Nadya Tolokonnikova (in russo Надя Толоко́нникова?) o Nadja Tolokno (in russo Надя Толокно?; Noril'sk, 7 novembre 1989) è un'attivista, cantante, modella e artista russa, membro del gruppo punk rock Pussy Riot.
Femminista, militante per la democrazia e i diritti umani, e oppositrice di Vladimir Putin, il 17 agosto 2012 è stata condannata per "teppismo motivato da odio religioso" dopo un'esibizione alla Cattedrale di Cristo Salvatore a Mosca, in una "preghiera punk" intitolata Holy Sh*T (o Madre di Dio, caccia via Putin!) portandola ad essere condannata a due anni di reclusione in una colonia penale. È stata rilasciata anticipatamente di qualche mese assieme a Marija Alëchina, altro membro del Pussy Riot, in virtù di una nuova legge di amnistia approvata per il ventesimo anniversario della costituzione russa. Il terzo membro arrestata, Ekaterina Samucevič, ebbe una pena sospesa.
Tolokonnikova è stata riconosciuta come prigioniera politica dal gruppo politico russo liberale per i diritti umani Solidarnost (in russo Солидарность?) e da Memorial Human Rights Center. Amnesty International l'ha nominata prigioniero di coscienza, a seguito della "gravità della risposta della autorità russe".
È ricercata dalla Russia dal 2021, per il suo supporto ad Aleksej Naval'nyj e all'Ucraina invasa nel 2022 oltre per un procedimento in sospeso per "offesa al sentimento religioso", e vive in esilio in un luogo non rivelato per sicurezza. È una delle fondatrici con Marija Alëchina dell'agenzia di stampa indipendente anti-putinista e sulla repressione Mediazona e dell'organizzazione per la tutela dei diritti dei prigionieri e detenuti Zona Prava.

## Biografia

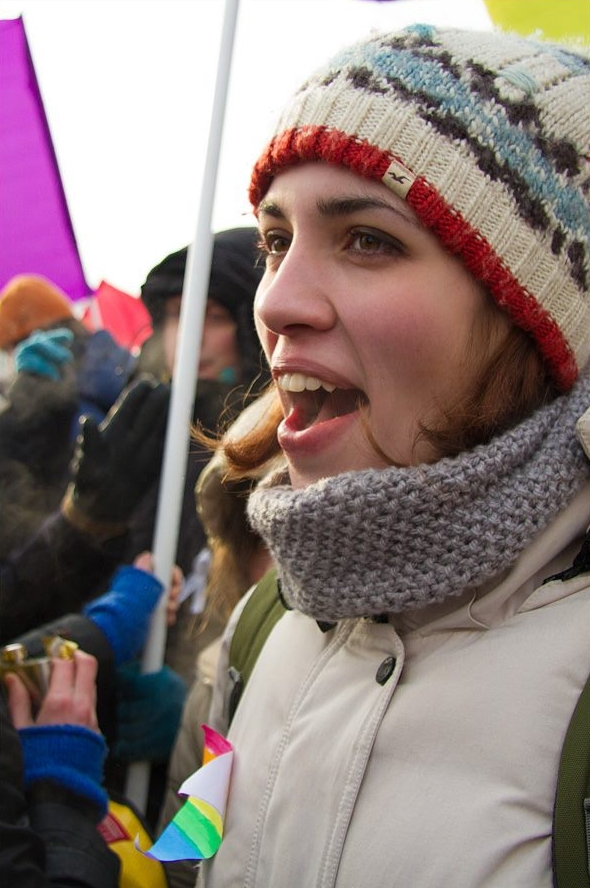
Nadežda Tolokonnikova durante una protesta in via Jakimanka e piazza Bolotnaja, Mosca, 2012

Nadežda è nata il 7 novembre 1989 a Noril'sk, una città chiusa altamente industrializzata situata in Siberia settentrionale, costruita negli anni '30 del XX secolo dai prigionieri di un vicino gulag, il Norillag. I genitori, un medico ed un'insegnante di musica, divorziarono quando aveva solo 4 anni. Cresciuta nella sua città natale, faceva spesso visita al padre a Mosca e alla nonna paterna a Krasnojarsk e visse in entrambe le città dal 1990 al 1994 per poi tornare a Norilsk con la madre. Dopo il diploma con il massimo dei voti, nel 2007 accede con una borsa di studio al corso di filosofia all'Università statale di Mosca.
Nel 2007 Tolokonnikova e Pëtr Verzilov, conosciuto all'università, iniziano a far parte dei Vojna, un gruppo conosciuto per la loro street-art provocante dal lato politico. È stata sposata con Verzilov (ex attivista del gruppo War) dal 2008 al 2016 e ha una figlia nata il 4 marzo 2008: Gera (dalla dea greca Era). Godeva di residenza permanente in Canada poiché l'ex marito è cittadino russo e canadese.

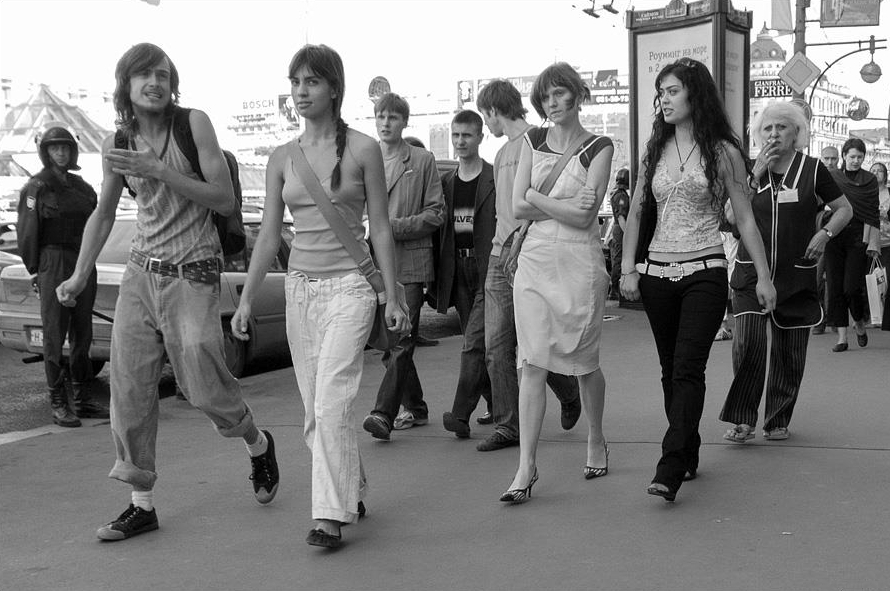
Pëtr Verzilov e Nadežda Tolokonnikova (sinistra) durante la Marcia dei Dissenzienti, 2007

Nel febbraio del 2008 i due furono coinvolti nel "Fuck for heir Puppy Bear" (in russo Ебись за наследника Медвежонка?, Ebis' za naslednika Medvežonka), una performance dove sono state filmate delle coppie impegnate in atti sessuali al Museo di biologia Timirjazev, a Mosca, vicino a un orso impagliato. La performance era stata intesa per far satira all'allora richiesta del presidente Dmitrij Medvedev di aumentare la riproduzione, e il titolo è un gioco di parole tra il cognome Medvedev e la parola medved' ("orso"). All'epoca Tolokonnikova era al nono mese di gravidanza; Gera nacque 4 giorni dopo la protesta. Nadya Tolokonnikova si dichiara pansessuale.
Tolokonnikova era una tra i membri dei Vojna ad aver interrotto un processo per il direttore del centro Andrej Sacharov nel 2009. In seguito, secondo la Rossijskaja Gazeta, lei e Pëtr Verzilov furono espulsi dai Vojna per "provocazione e resa degli attivisti dinanzi a un gruppo di poliziotti". Dal gennaio al marzo 2011 ha preso parte all'"Operazione bacia la spazzatura" (in russo Лобзай мусора?, Lobzaj musora), che consisteva nel baciare delle poliziotte in pattuglia nelle stazioni della metro e per strada.

### Arresto e accuse
A seguito della performance della "preghiera punk", svoltasi nella Cattedrale di Cristo Salvatore, a Mosca, fu aperto il 26 febbraio 2012 un caso contro i membri della band. Il 3 marzo, Tolokonnikova e altri due membri delle Pussy Riot sono state arrestate dalle autorità russe sotto accusa di teppismo aggravato da odio religioso, rischiando una condanna a 7 anni. Tutte e tre le ragazze hanno inizialmente negato di essere membri del gruppo, e hanno iniziato uno sciopero della fame per protestare la loro detenzione in carcere lontane dai loro figli. Sono state trattenute senza possibilità di cauzione, e sono state formalmente incriminate il 4 giugno con un atto di accusa di circa 2.800 pagine.

#### Caso giudiziario e detenzione

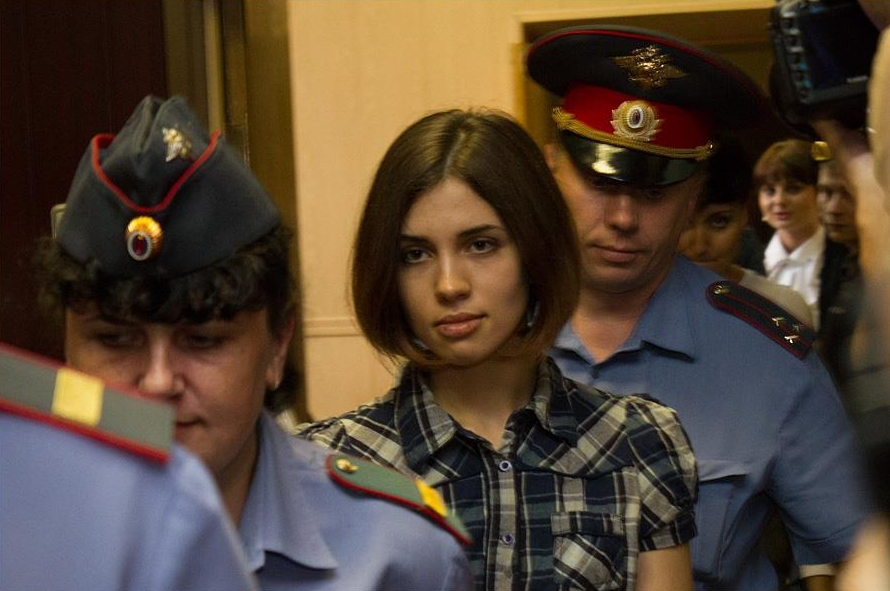
Nadežda Tolokonnikova alla corte distrettuale di Mosca

Nel 2012 Tolokonnikova venne condannata a 2 anni di reclusione e trasferita nel campo di lavoro femminile IK-14 nei pressi dell'insediamento di Partsa, nella Repubblica di Mordovia (in russo: Парца, Явасское городское поселение). Alëchina ricevette la stessa condanna e fu mandata in una colonia sui monti Urali, mentre Samucevič riuscì in appello a ottenere la libertà vigilata evitando la deportazione, poiché era stata fermata dalle guardie prima della performance. 
Amnesty International le ha nominate prigioniere di coscienza e la rivista Foreign Policy tra i 100 principali intellettuali del mondo nel 2012. Nel dicembre 2012, il quotidiano francese Le Figaro ha nominato Tolokonnikova "Donna dell'anno" e Time l'ha inclusa nelle 100 donne dell'anno.
Tutte e tre sono state sottoposte durante il processo a valutazione psichiatrica definita da critici "politica", che le ha definite capaci di intendere ma affette da disturbo di personalità per cui avrebbero dovuto essere "isolate dalla società", ed è stata loro negata sia la possibilità di arresti domiciliari o condizionale, sia di scontare la pena in un carcere di Mosca, per far sì che Tolokonnikova e Alëchina potessero restare con i figli piccoli (essendo ammessi nelle colonie penali solo i bambini fino a 3 anni). La sentenza fu condannata a livello internazionale come una persecuzione politica eccessiva, motivata anche dalla condanna pronunciata dall'ultraconservatore patriarca di Mosca Cirillo I, anche lui insultato nella canzone per la sua fedeltà al regime di Putin.

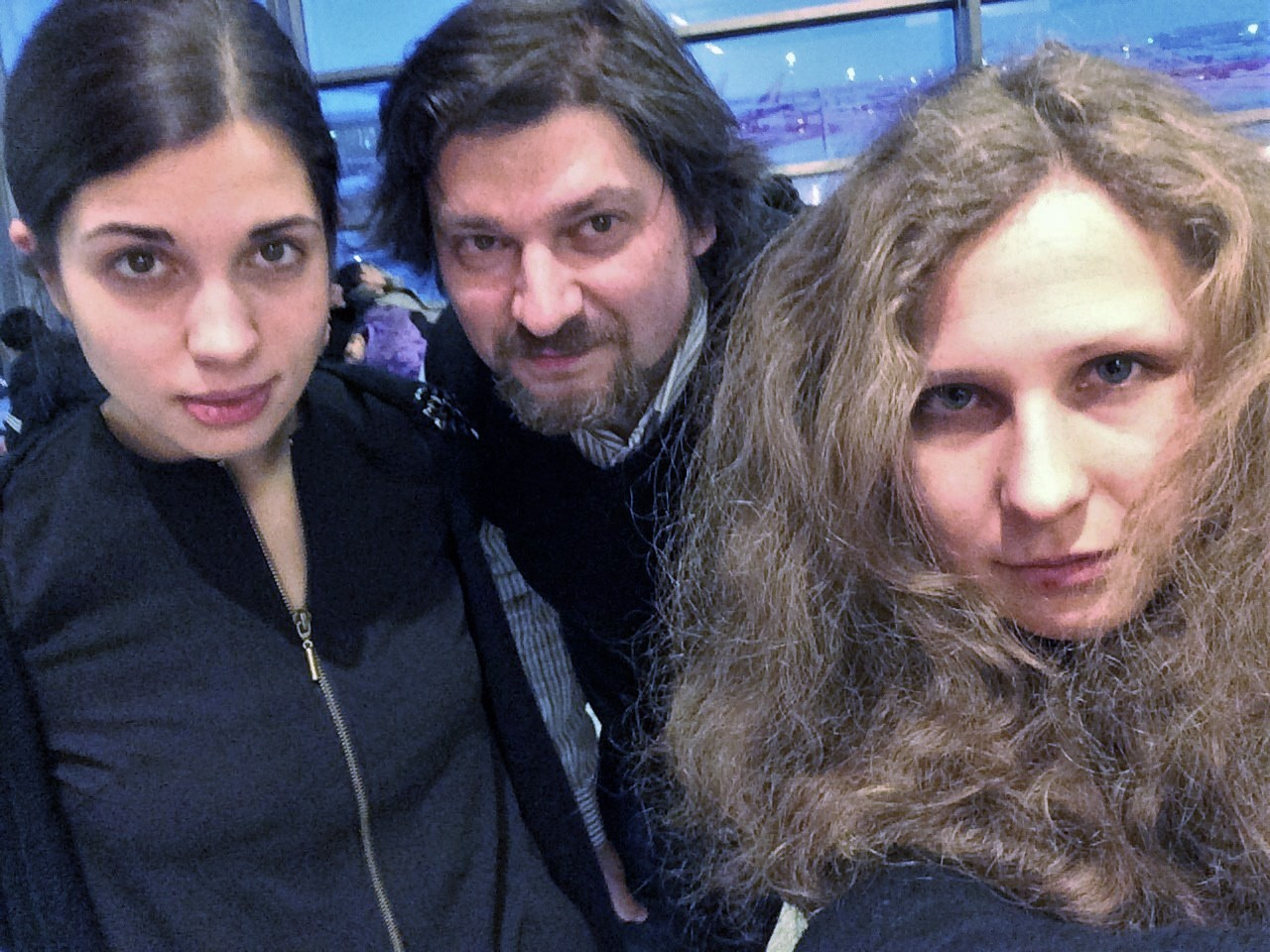
Nadežda Tolokonnikova con Marija Alëchina e Danila Galperovich

La condanna è stata seguita da proteste e duri scontri in piazza, con la polizia che ha anche arrestato temporaneamente diversu leader di opposizione come lo scacchista Garry Kasparov.
Nel 2013 il dissidente sovietico Aleksandr Podrabinek tenne una pubblica protesta.
Dopo la sentenza, sono sorti dissidi riguardo alla rappresentatività di suo marito per il gruppo Pussy Riot, che lui aveva attivamente perseguito ottenendo fra l'altro il sostegno di grandi figure del mondo dello spettacolo internazionale, come Madonna, e pur essendo Verzilov egli stesso un membro del collettivo in qualità di attivista e ideologo. Verzilov è stato il primo comunque a denunciare il trattamento riservato alla moglie, definendo la Mordovia come "l'inferno delle prigioni".
Durante il periodo di detenzione, Tolokonnikova ha scambiato diverse lettere con registi, filosofi e il critico culturale Slavoj Žižek, con il quale ha discusso sul suo attivismo in campo politico. Le loro lettere sono state raccolte in un libro e pubblicate nel 2014 dalla Verso Books intitolate Comradely Greetings: The Prison Letters of Nadya and Slavoj.

Il 23 settembre 2013 inizia uno sciopero della fame per denunciare le condizioni disumane a cui sono sottoposte lei stessa e le altre detenute del carcere in cui è rinchiusa. La sua lettera sulle condizioni di vita delle donne nella colonia penale afferma che le detenute non posseggono diritti, che le prigioniere devono lavorare a cucire uniformi tra le 16 e le 17 ore giornaliere, con una pausa notturna di 3-4 ore, e un giorno libero ogni 8 settimane. Inoltre afferma che quando le detenute si lamentano o non raggiungono la quota stabilita, vengono sanzionate duramente. La punizione collettiva è la più frequente, come il divieto di usare il bagno o il sequestro del cibo mandato dai parenti, ma la Tolokonnikova ha affermato che le autorità possono colpire volutamente parti sensibili dei prigionieri, come i reni; spesso questi atti nelle prigioni russe sono delegati a detenuti e detenute più "anziani", solitamente criminali comuni, che agiscono come fiduciari su mandato delle guardie. Un'altra punizione consisterebbe nel tenere un prigioniero all'aperto al freddo senza vestiti sufficienti o lavorare senza vestiti. «Le mani sono piene di piaghe e buchi fatti dagli aghi; il tavolo è coperto di sangue, ma tu continui a cucire... Esigo che ci trattino come esseri umani, non come schiavi o bestie», ha scritto Tolokonnikova.

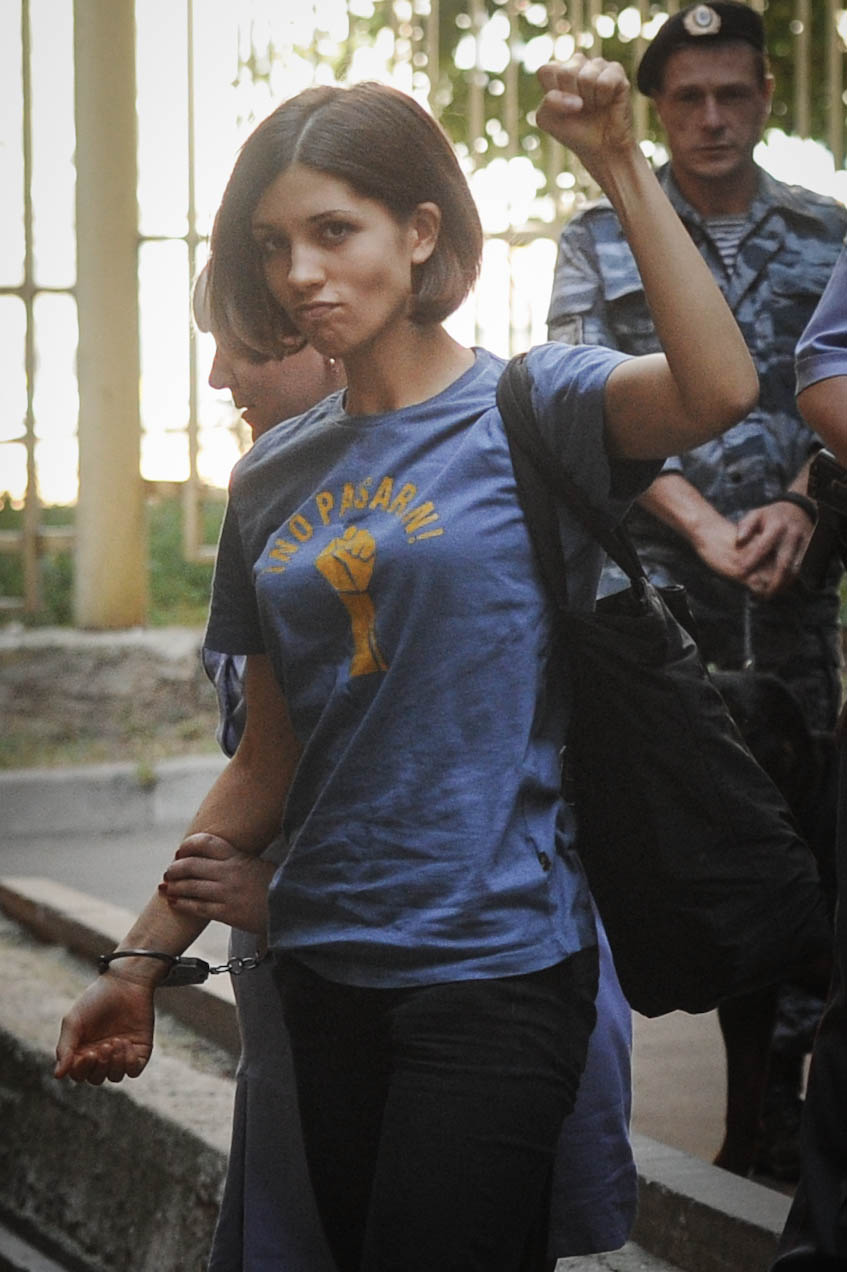
Tolokonnikova in tribunale l'8 agosto 2012

 Una donna di etnia rom sarebbe stata picchiata a morte, un'altra subì l'amputazione delle dita delle mani nonché di una gamba per assideramento e i casi di tentato suicidio e autolesionismo sono continui. Inoltre il vicedirettore del carcere Jurij Kupriyanov l'avrebbe velatamente minacciata di morte. La maggior parte delle cose che vengono descritte dalla Tolokonnikova sono confermate da diverse fonti esterne, compresi funzionari, mentre le autorità hanno sostenuto che l'aumento delle normali 8 ore lavorative è "scelto dalle detenute" per poter guadagnare o per rispettare ordini di consegna commerciali. In seguito alla denuncia di Tolokonnikova e alla visita di ispettori, la colonia migliorò lievemente in apparenza le condizioni. Cose simili sono state descritte da Marija Alëchina, ed entrambe hanno denunciato le prigioni russe come "sistema schiavistico" ereditato dai gulag. Solo nel 2018, il Servizio Penitenziario Federale ha riconosciuto l'uso del lavoro schiavistico da parte delle prigioniere nella colonia mordoviana dove Tolokonnikova ha scontato la sua pena (in particolare, che le detenute lavoravano dalle sette del mattino fino all'una del mattino per eseguire gli ordini di consegna) e ha trasferito i materiali per avviare un procedimento penale al Comitato investigativo della Federazione Russa; Kupriyanov, promosso direttore, venne licenziato e temporaneamente arrestato, e nel 2021 fu condannato da un tribunale a due anni di libertà vigilata e due anni di interdizione dal servizio, per abuso di potere e sfruttamento di lavoro carcerario a fini personali, per fatti avvenuto tra novembre e dicembre 2018.
Per proteggerla dalle presunte intimidazioni delle altre detenute, o come forma di repressione secondo il suo legale, nel settembre 2013 la Tolokonnikova è stata poi trasferita a scopo precauzionale in una cella singola di isolamento, ed esonerata dal lavoro. Successivamente è stata ricoverata in un ospedale per detenuti, come già a febbraio.
Il 21 ottobre 2013, dopo quasi tre settimane di ospedale a seguito del digiuno e dopo aver nuovamente minacciato di riprendere lo sciopero della fame, Tolokonnikova ottiene il trasferimento nel vicino carcere di Alatyr', in Ciuvascia,, in cui però non venne mai trasferita; a due settimane dal trasferimento non era ancora stata comunicata l'ubicazione esatta del nuovo carcere. 

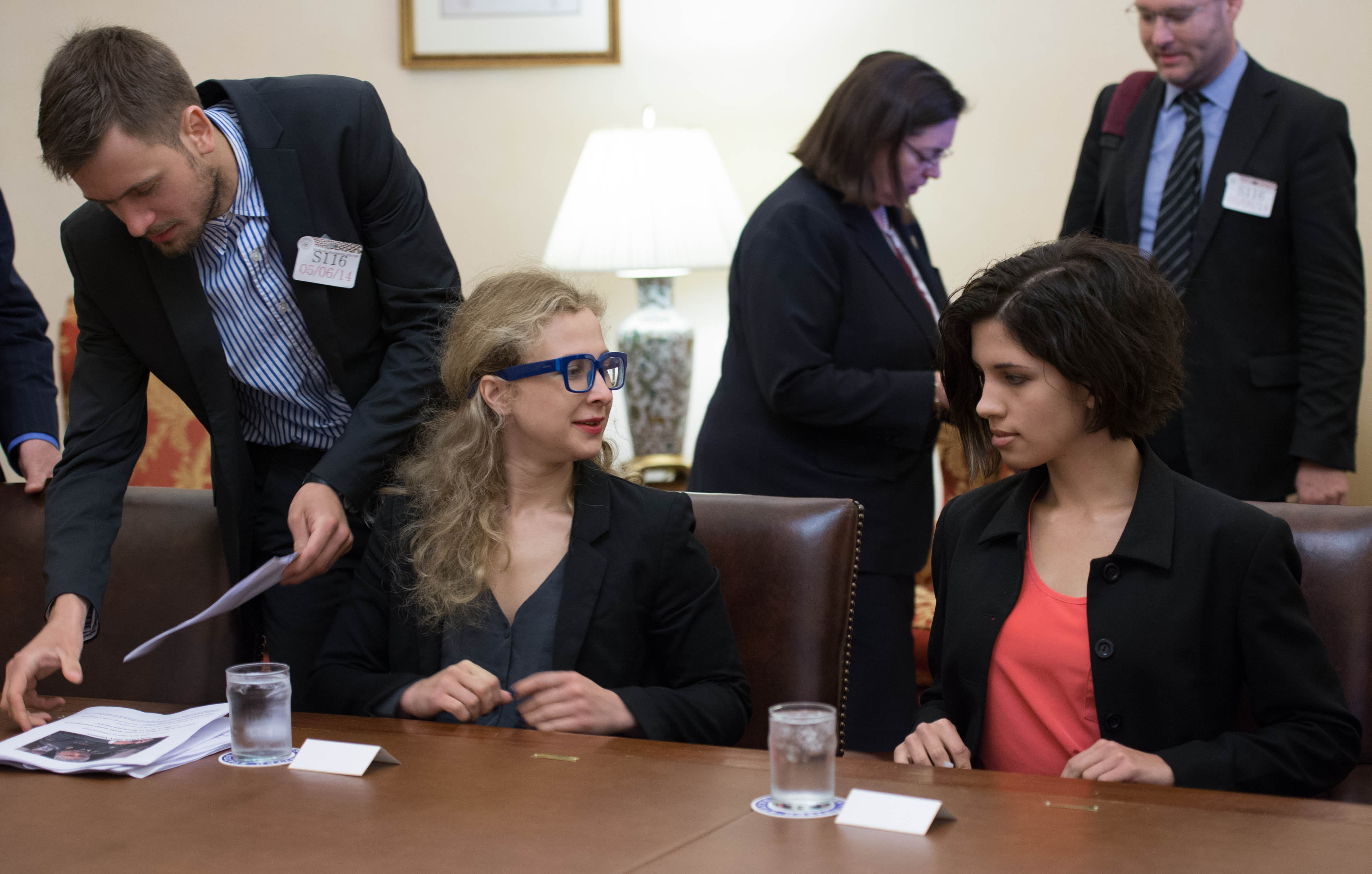
Nadežda Tolokonnikova e Marija Alëchina ospiti del Senato degli Stati Uniti nel 2014

Secondo i legali della ragazza, Tolokonnikova poteva essere stata mandata nel più lontano campo di lavoro 1 di Čeljabinsk, ma dopo un'ispezione la detenuta non è stata trovata lì. Il 5 novembre viene rivelato dal marito della detenuta che Tolokonnikova è stata trasferita nel campo di lavoro 50 di Nižnij Ingaš, nel distretto omonimo, in Siberia centrale. 
L'amministrazione penitenziaria ha motivato questo trasferimento dichiarando che, riportando la detenuta nella sua regione di origine (Territorio di Krasnojarsk), si possa favorire il suo processo di risocializzazione. Tolokonnikova infatti ha ancora la residenza a Noril'sk, sua città natale, in Siberia settentrionale. Il 14 novembre viene però rivelato che la detenuta non ha mai raggiunto Nižnij Ingaš. È stata invece trasferita provvisoriamente, tramite la ferrovia transiberiana, direttamente dall'ospedale carcerario in Mordovia in un altro ospedale carcerario presso il capoluogo siberiano Krasnojarsk, a causa delle sue precarie condizioni di salute.

#### Scarcerazione

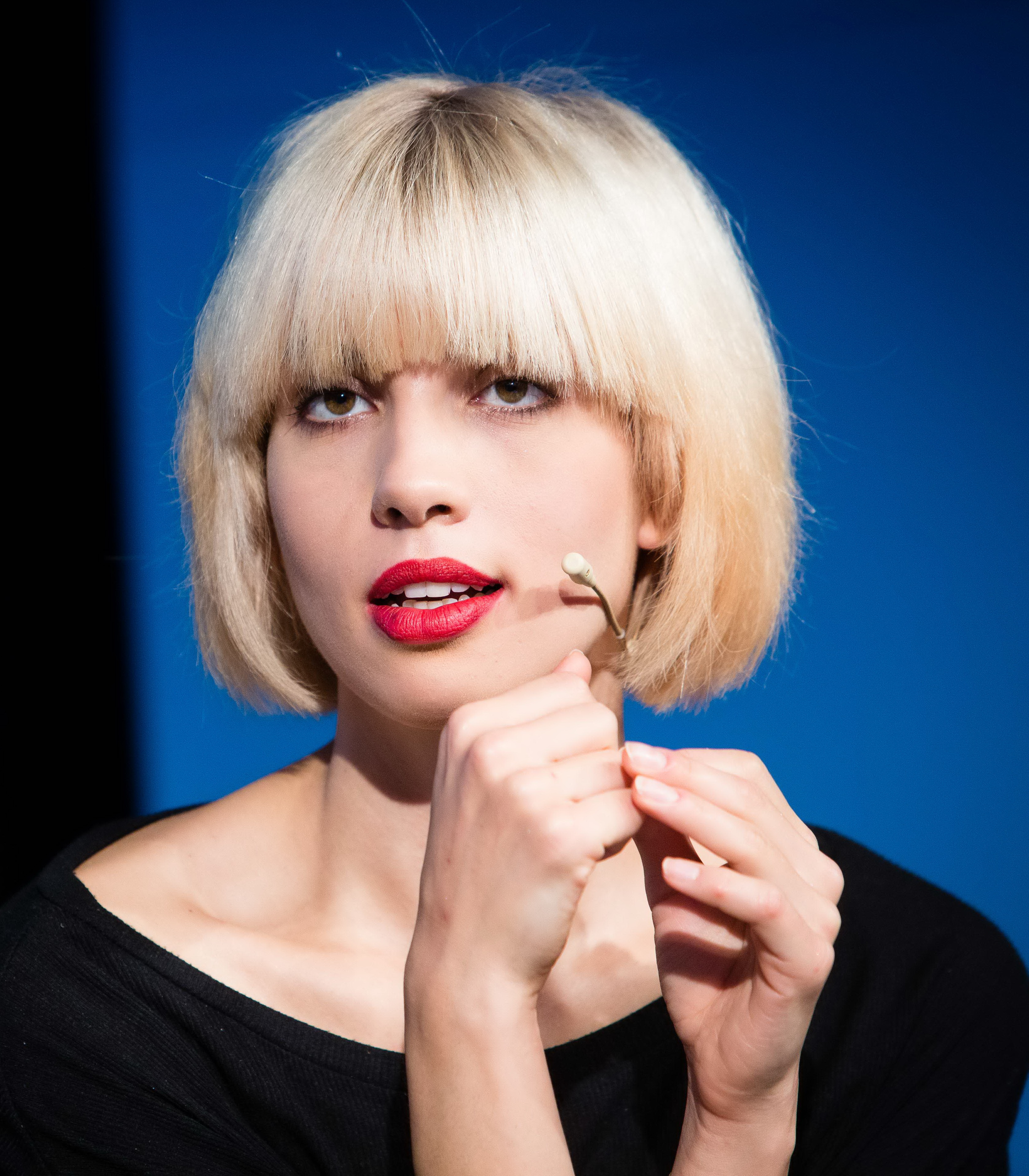
Tolokonnikova nel 2015

Il 19 dicembre 2013 viene approvata all'unanimità dalla Duma, nonostante la contrarietà di Vladimir Putin, l'amnistia per Marija Alëchina e Tolokonnikova. Questo per il 20º anniversario della Costituzione russa che ha permesso la scarcerazione di altre 25.000 persone in tutta la nazione. La liberazione viene effettuata per entrambe le donne il 23 dicembre, circa 2 mesi e mezzo in anticipo rispetto a quanto stabilito dalla sentenza. Insieme a loro venne liberato dall'amnistia anche Mikhail Khodorkovsky. Tolokonnikova ha definito l'amnistia solo un atto di propaganda in vista delle Olimpiadi. In seguito alla prigionia, ha affermato di aver cominciato a soffrire cronicamente di disturbo post traumatico da stress, depressione e attacchi di panico.
Lo stesso giorno del rilascio Tolokonnikova e Alëchina hanno lanciato il progetto di Zona Prava ("zona dei diritti" dove zona è anche un eufemismo che veniva usato per i gulag nel gergo carcerario) e insieme a un gruppo di avvocati. In prigione ha letto la biografia del dissidente sovietico-russo Vladimir Bukovsky, affermando assieme ad Alëchina che era divenuto la loro "bussola morale". Ispirandosi anche al lavoro di Michel Foucault, Zona Prava chiede la fine dell'impunità di poliziotti e dipendenti carcerari, condizioni di detenzione secondo gli standard ONU, un'assistenza sanitaria adeguata ai detenuti, la riduzione degli orari lavorativi in prigione, l'eliminazione del lavoro forzato, della tortura e dei trattamenti disumani e degradanti sui detenuti, e un sistema carcerario focalizzato sul recupero e non solo sulla repressione.

### Arresto a Soči
Nel febbraio del 2014 Tolokonnikova e Marija Alëchina furono detenute a Soči, da parte della polizia di Adler, per una presunta connessione in un furto d'albergo. Le ragazze furono successivamente rilasciate per mancanza di capi di accusa. Il 19 febbraio sono emersi dei filmati raffiguranti Tolokonnikova e Alëchina attaccate con delle nagajka da parte dei Cosacchi, i quali stavano aiutando la sorveglianza di Soči durante le Olimpiadi invernali; Tolokonnikova riportò anche ferite al volto a causa di manganellate. In un'altra occasione, mentre andavano a visitare un carcere, Tolokonnikova e Alëchina furono aggredite anche con della vernice e una sostanza acida da dei nazionalisti, riportando ustioni al volto.

### Attività successiva
Ha ripreso in seguito la sua attività musicale e artistica, e continuato il suo attivismo. Nel 2016 ha divorziato da Verzilov. Nel 2024 ha sposato a Los Angeles l'americano John Caldwell, con rito ortodosso officiato da un prete che lasciato la Chiesa russa per la sua posizione a favore del matrimonio omosessuale. I partecipanti alla cerimonia erano vestiti in stile gopnik.
Nel 2018-19 ha partecipato allo spettacolo di Marija Alëchina Riot Days.

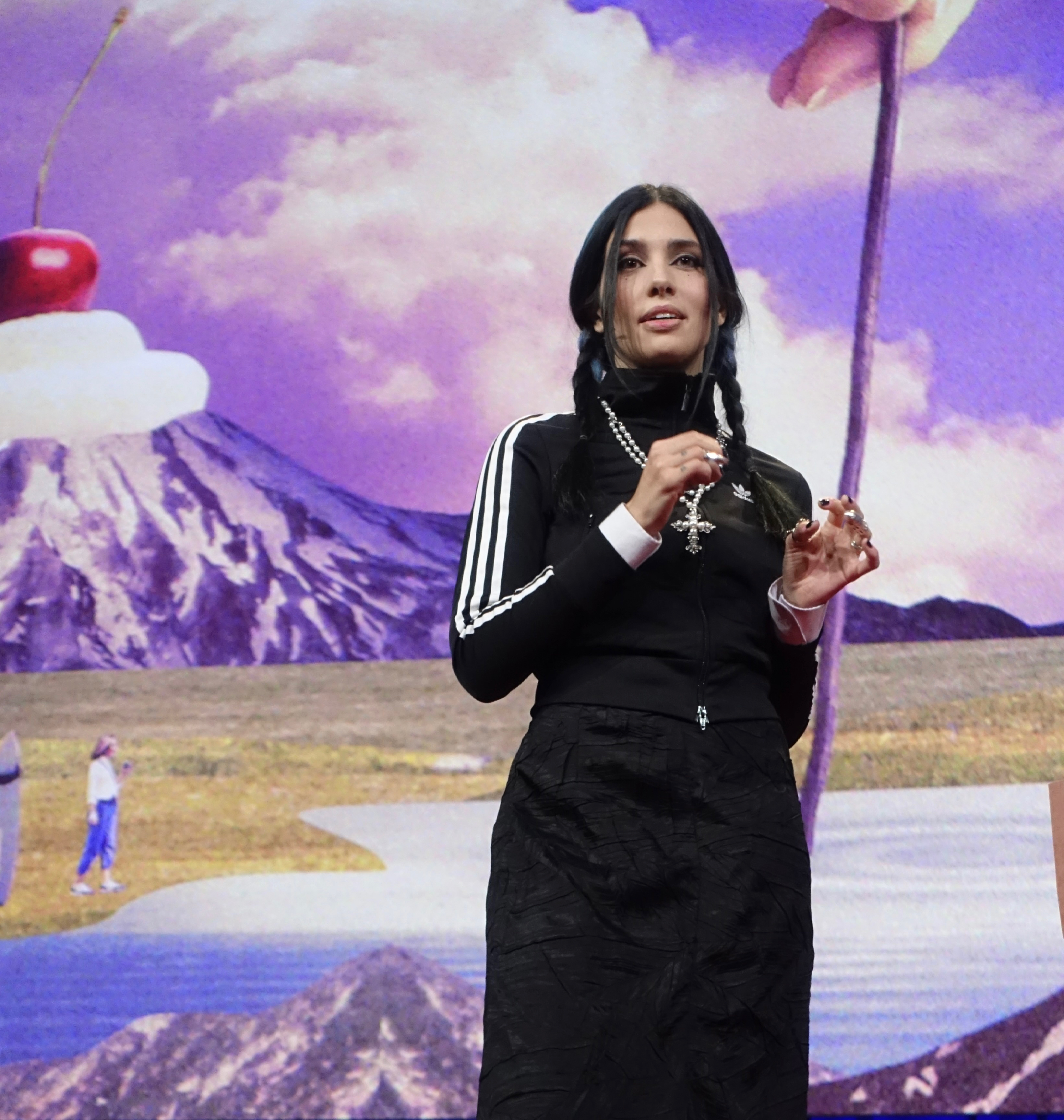
Nadežda Tolokonnikova nel 2023

#### Attività di modella su Onlyfans
Ha un profilo come creatrice di contenuti per adulti sulla piattaforma OnlyFans: «ci pensavo da un po', ma ho esitato a unirmi perché alcune parti della comunità femminista sono contrarie al lavoro sessuale e alla pornografia in particolare. Poi, però, ho scritto un saggio per il libro A Woman's Right to Pleasure, in cui ho spiegato come le donne siano state private della proprietà dei loro corpi al punto che sentono che anche la loro sessualità non gli appartiene e che esprimerla sia vergognoso. Mi sono resa conto che era stupido che avessi paura. I follower si sono rivelati rispettosi, solidali e in generale fantastici [...] una comunità di persone che mi supportano e mi fanno sentire apprezzata, e con cui ho delle conversazioni interessanti».

#### Politica
Come Marija Alëchina, dal 2021 vive fuori dalla Russia con la figlia in un luogo non rivelato per sicurezza, essendo stata inserita in una lista di ricercati internazionali dopo varie proteste politiche e contro la Chiesa ortodossa russa (per cui ha ricevuto un ordine di arresto in contumacia nel 2023), con l'accusa di essere "agente straniero" ed "estremista", anche per aver raccolto fondi per l'esercito ucraino dopo l'invasione russa del 2022, dichiarando di desiderare che Putin "muoia presto"; Tolokonnikova e alcuni amici statunitensi hanno raccolto circa 7 milioni di dollari in criptovaluta da destinare all'Ucraina.
Anche l'ex marito Pëtr Verzilov, che nel 2018 ha subìto un grave avvelenamento con un agente chimico non identificato, e l'attuale marito contribuiscono attivamente alla causa ucraina. Come Marija Alëchina, Tolokonnikova è stata anche una sostenitrice politica di Aleksej Naval'nyj e del suo partito democratico liberale Russia del Futuro (pur essendosi invece definita precedentemente come anarco-femminista), fino all'omicidio di quest'ultimo in carcere nel 2024; supporta politicamente da allora anche la sua vedova Julija Naval'naja. Al tempo del lancio di Zona Prava, Naval'nyj era stato uno dei sostenitori. 

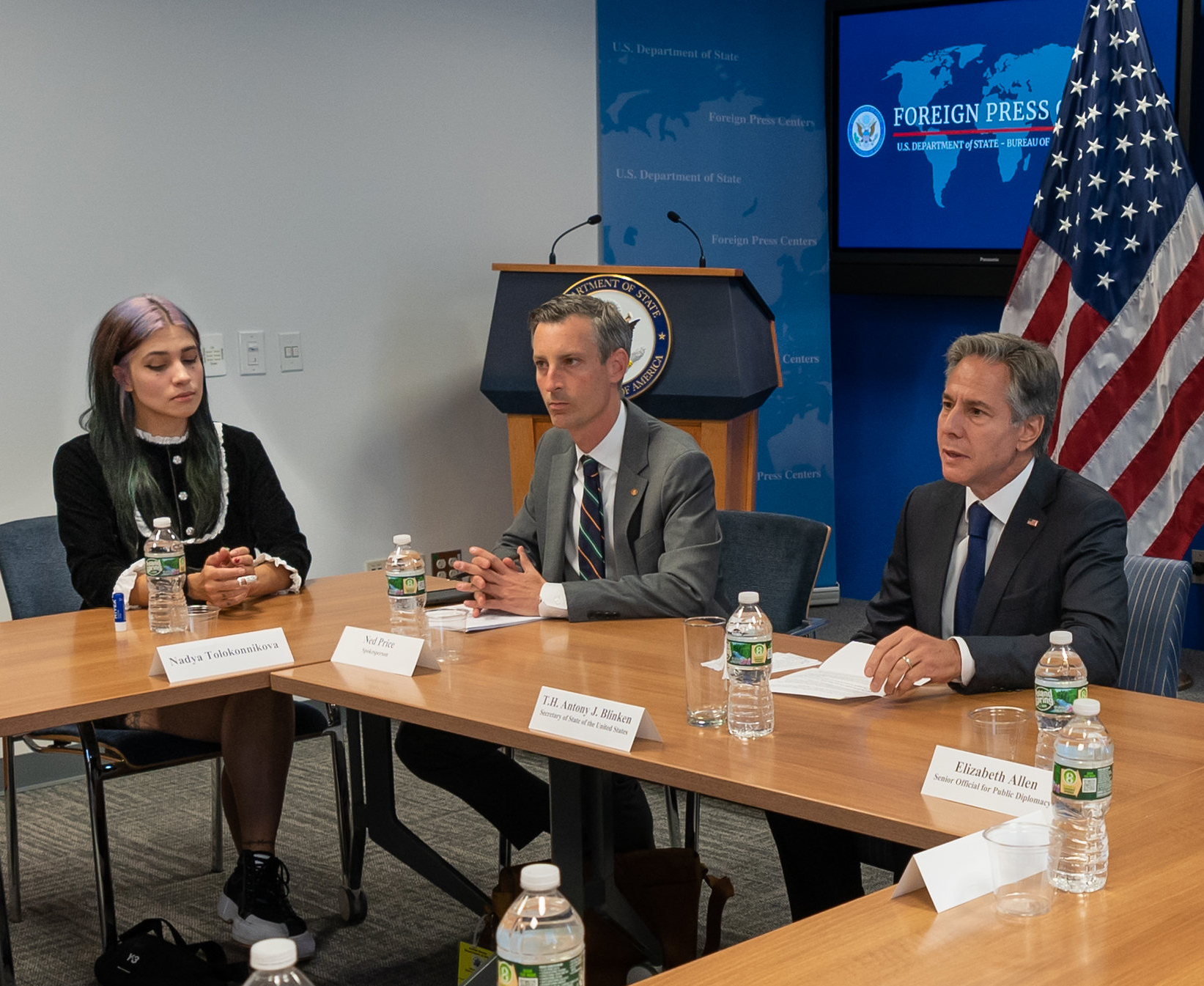
Nadya Tolokonnikova incontra Ned Price e Antony Blinken del Dipartimento di Stato americano alla tavola rotonda sulla libertà di stampa il 19 settembre 2022

Al riguardo ha dichiarato: «abbiamo un leader sociopatico da così tanto tempo, che la differenza si nota. Putin è un tipo che non mostra emozioni umane, uno di cui non sappiamo niente. Passa il tempo a nascondersi. Navalny era un libro aperto. La storia d'amore con sua moglie è una delle più belle che abbia mai visto. Sono arrabbiata non solo perché hanno ucciso una speranza per la Russia, ma perché hanno spezzato una storia d'amore bellissima».

#### Arte performativa
Nadya Tolokonnikova ha realizzato diverse installazioni e performance artistiche concettuali oltre che concerti, illustrazioni, sculture e una linea di moda. Il 12 giugno 2015, festa della Giornata della Russia, è stata arrestata mentre cuciva in piazza Bolotnaya una bandiera russa vestita con un'uniforme carceraria. 
Nel 2022 ha realizzato la performance Putin's Ashes, in cui veniva distrutta una grossa effigie di Putin poi bruciata, con le ceneri poi esposte.
Nel 2024 in Austria ha messo in mostra alcune sex doll di seconda mano in una chiesa sconsacrata vestite con l'abbigliamento delle Pussy Riot ("sono decisamente positiva nei confronti del sesso, ma quando si tratta di bambole del sesso, mi preoccupano i limiti e la cultura del consenso") all'interno della mostra personale Rage, sul tema della rabbia come contraltare della tristezza e stimolo alla creazione artistica, che presenta diverse opere tra cui una riproduzione di una cella e gli appunti presi in prigione.
Nel 2025 ha realizzato a Los Angeles nel Museum of Contemporary Art la prima performance della serie Stato di polizia, trascorrendo 10 giorni in un ambiente chiuso in cui ha ricostruito tra l'altro la sua cella di isolamento, vestita con una tuta sportiva modificata per somigliare ad un'uniforme carceraria russa, con diversi elementi come foto di repressioni e manifestazioni, il suo cartellino identificativo originale, disegni di prigionieri russi e bielorussi tra cui alcuni realizzati dal fratello di Naval'nyj, Oleg, una macchina da cucire e installazioni artistiche provocatorie come un distributore di caramelle con le scritte "veleno sconosciuto" e "Novichok" (sostanza utilizzata dal governo russo ad esempio per l'avvelenamento di Naval'nyj). Lo spettacolo ha l'intenzione di sensibilizzare il mondo contro i pericoli dell'autoritarismo, in particolar modo negli Stati Uniti del trumpismo e per caso si è svolto negli stessi giorni e luoghi delle proteste contro l'ICE per la politica sui migranti con l'espulsione di massa decretata da Trump, in cui è stata dispiegata dal presidente la guardia nazionale contro migranti e manifestanti. Secondo Tolokonnikova «questa non è la terra della libertà come molti americani credono, basta guardare i tassi di incarcerazione, basta guardare le strade in questo momento, nessuna società è perfetta, ma come attivista, devi essere obiettivo su ciò che sta accadendo».

## Cultura di massa

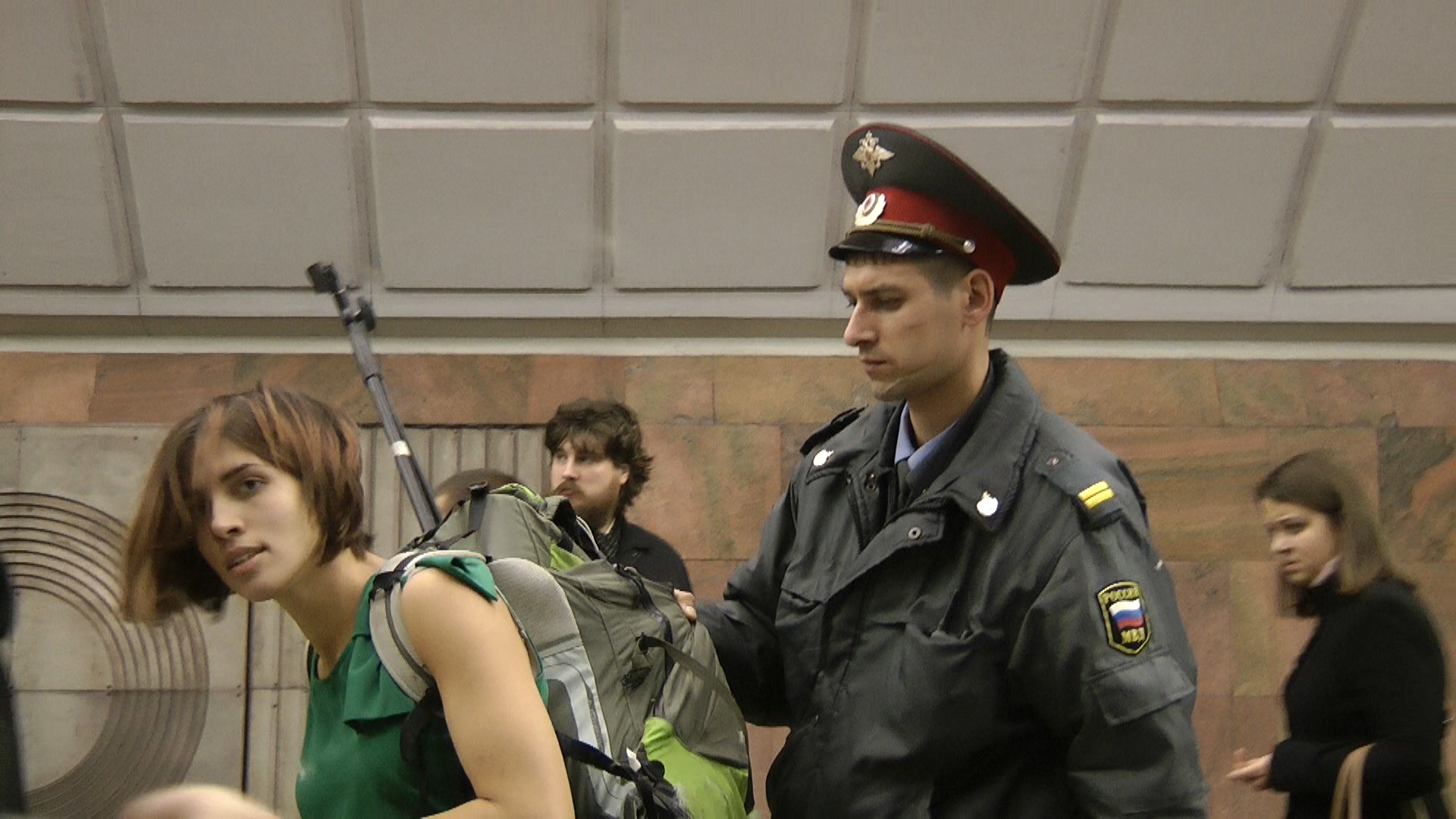
Fotogramma del documentario Pussy vs. Putin: arresto di Nadya Tolokonnikova nella metropolitana di Mosca nel 2011

- Un documentario sul caso legale delle Pussy Riot, denominato Pussy Riot: a Punk Prayer, ha debuttato nel 2013 al Sundance Film Festival.[52]
- Lo stesso anno è stato rilasciato un altro documentario, Pussy vs. Putin, diretto dal collettivo russo Gogol's Wives.
- Nel 2015 Tolokonnikova e Marija Alëchina sono apparse in un cameo nella puntata 29 di House of Cards. Nell'episodio, Tolokonnikova e Alëchina criticano pesantemente una versione romanzata di Vladimir Putin (il personaggio di Viktor Petrov), mentre cenano nella Casa Bianca. All'episodio ha partecipato anche Pëtr Verzilov.[53]
- Nel 2016 Tolokonnikova e Verzilov hanno realizzato un video musicale di satira su Donald Trump intitolato Pussy Riot: Make America Great Again
- Un'intervista tra Tolokonnikova, Jessica Williams e Phoebe Robinson è stata trasmessa nel novembre 2016, nel podcast 2 Dope Queens.[54]
- Il regista greco Manos Cizek e il collega Lindsey Aliksanyan hanno girato nel 2017 un cortometraggio intitolato The Penal Colony, basato sulla lettera di denuncia di Nadya Tolokonnikova sulle condizioni carcerarie nel campo di lavoro della Mordovia. Tolokonnikova ha collaborato alla sceneggiatura e come voce narrante, ed è interpretata dall'attrice statunitense Mariana Novak.
- Nel 2018 ha partecipato come attrice al film Il tuo ex non muore mai.

## Discografia parziale

### Con le Pussy Riot
- 2012 - Kill the Sexist!
- 2022 - Matriarchy Now

## Premi e onorificenze
- 2012 - 100 donne dell'anno secondo Time
- 2012 - Nomination al Premio Sakharov per la libertà di pensiero
- 2012 - Co-vincitrice Borsa di studio LennonOno per la pace
- 2012 - Nomination al Premio Martin Lutero "Parola senza paura"
- 2012 - 1LIVE Krone, Premio musicale tedesco in onore del coraggio
- 2012 - Premio Soratnik ("Compagno")
- 2014 - Co-vincitrice del premio Hannah Arendt[55]
- 2014 - Nomination al Prudential Eye Awards, Singapore. Categoria Digitale/Video
- 2015 - Premio Arti e Umanità, WhiteBox (centro d’arte) / Fondazione Richard Massey
- 2019 - Laurea honoris causa in Belle Arti conferita dalla Rhode Island School of Design – per essere una "voce potente nella lotta contro la tirannia"
- 2019 - Migliore arte del 21° secolo (The Guardian) – L'opera d’arte politica Punk Prayer del 2012 è stata classificata tra le prime 5 migliori opere d'arte del 21° secolo
- 2020 - Un'edizione serigrafica in collaborazione con l'artista di manifesti Zoltron è nella collezione permanente del LACMA, così come nel Victoria and Albert Museum.
- 2022 - Premio Outstanding Award conferito da OutRight Action International per l'impegno profuso nel raccogliere 7 milioni di dollari in donazioni per l'Ucraina con il progetto NFT Ukraine DAO. Consegnato a distanza durante il Gala Celebration of Courage
- 2023 - Premio Woody Guthrie

## Pubblicazioni
- Comradely Greetings: The Prison Letters of Nadya and Slavoj (con Slavoj Žižek, Verso, 2014)
- How to Start a Revolution (Penguin Press, 2016)
- Rules for Rulebreakers: A Pussy Riot Guide to Protest (HarperOne, 2018)